# Kramat (Dempet)
Kramat is een bestuurslaag in het regentschap Demak van de provincie Midden-Java, Indonesië. Kramat telt 3963 inwoners (volkstelling 2010).